# Max Kouguere
Max Martial Kouguere (Brazzaville, 12 marzo 1987) è un cestista della Repubblica del Congo con cittadinanza centrafricana.